# Lord Gibson
Lord Gibson (bürgerlich Stefan Gibson; * 13. August 1972 in Salisbury, Rhodesien, heute Harare, Simbabwe) ist ein Designer und Maler englisch-deutscher Herkunft.

## Werdegang
Nach einigen Zwischenstationen in Südafrika und Thailand kam seine Familie in den 1980er Jahren nach Frankfurt am Main.
Gibson zeichnete schon seit seiner Jugend und studierte ab 1994 bis 1999 in Frankfurt am Main. Während seiner Studienzeit schuf er Porträts von Hilmar Hoffmann,
Nelson Mandela und dem Prinzen von Katar.
Nach einem mehrjährigen Aufenthalt in München und folgte eine Galerie-Ausstellung "Explosion" unter dem Namen Stefan Gibson in der Galerie Lichtpunkt, der heutigen Ambacher Contemporary. Heute lebt und arbeitet der Künstler in der Schweiz.
In seinen späteren Arbeiten verschmelzt er Elemente der Popkultur und des Mainstreams mit der Malerei und Zeichnung, die er mit der Öltechnik, Pastell Aquarell und Tusche ausführt, sowie digitalen Arbeiten.
Lord Gibsons Werke wurden hauptsächlich auf Comic Conventions in der Schweiz, Frankreich und Deutschland ausgestellt.
Publikationen
- MALIBU. Arbeiten/Works 2007–2012. blurb, 2013, ISBN 978-1-320-27666-5 (Verlagsinformation).

| Personendaten    | Personendaten                         |
| ---------------- | ------------------------------------- |
| NAME             | Lord Gibson                           |
| ALTERNATIVNAMEN  | Gibson, Stefan (wirklicher Name)      |
| KURZBESCHREIBUNG | britisch-deutscher Designer und Maler |
| GEBURTSDATUM     | 13. August 1972                       |
| GEBURTSORT       | Harare, Simbabwe                      |